# Gunitadora

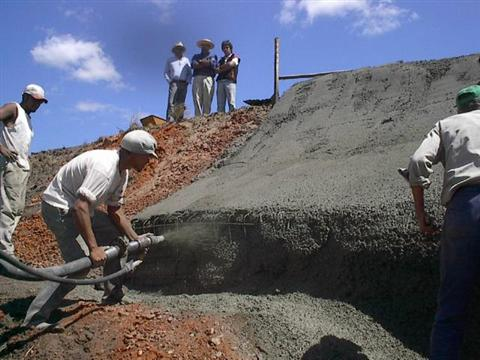
Tècnica de gunitado de formigó.

Una gunitadora és una màquina que projecta formigó, amb un "canó" (en anglès "gun") o mànega a alta pressió podent construir sobre qualsevol tipus de superfície, incloent la sorra fluixa amb l'objectiu d'aconseguir un mur continu, amb major resistència i menor espessor, per suportar i contenir la pressió exercida pel terreny, amb qualsevol tipus de pendent, oferint una impermeabilització òptima gràcies a la seva baixa porositat.

## Descripció
La tècnica emprada per la gunitadora és coneguda també com a formigó projectat, el qual pot consistir també en la projecció de morter (sense l'àrid gruixut). En anglès rep la denominació de build-up: gunitat per capes (o projecció per capes), aplicació de formigó projectat en capes successives per formar una massa de major espessor (build-up també és l'acumulació residual de formigó endurit dins d'una mescladora o formigonera).
Una dels avantatges d'aquesta tècnica és la major resistència per metre quadrat, és a dir, amb menys material s'aconsegueix major resistència i durabilitat. També reverteix en la fermesa de l'estructura que està gunitada en obtenir una capa compacta i sòlida.
Aquesta tècnica pot ser utilitzada per revestir barrancs i impedir riscos de possibles despreniments, amb un grau de durabilitat que fa que el seu manteniment sigui petit.
El gunitado ha revolucionat el món de la construcció de piscines, ja que afegeix a una impermeabilització total, una estanquitat òptima del got de la piscina en existir menys porus en les parets del mateix. Gràcies a la versatilitat d'està tècnica, es poden construir piscines de dissenys originals encara tenint formes complicades per a les tècniques tradicionals, amb uns òptims acabats.
El desenvolupament d'aquesta tècnica ha donat lloc a una nova forma d'aplicació de revestiments continus als edificis, propiciant l'aparició d'una nova gamma de morters de característiques específiques per facilitar el projectat coneguts normalment com a morters monocapa, si ben no tots els monocapas són projectables ni tots els morters projectables estan ideats perquè amb una sola capa quedi acabat el revestiment. Els morters específics per a projecció monocapa solen contenir components sintètics en el seu dosatge.